# Fyndförseelse
Fyndförseelse är ett brott enligt svensk lag.
I 10 kap 8 § brottsbalken står:
"Fullgör man ej vad i lag är föreskrivet om skyldighet att tillkännagiva hittegods eller annans sak som man av misstag eller tillfällighet fått i besittning, dömes för fyndförseelse till böter. Underlåter man att fullgöra sådan skyldighet med uppsåt att tillägna sig godset eller förfar man eljest med godset på sätt i 4 § sägs, skall gälla vad där är stadgat." 